# 三日月村

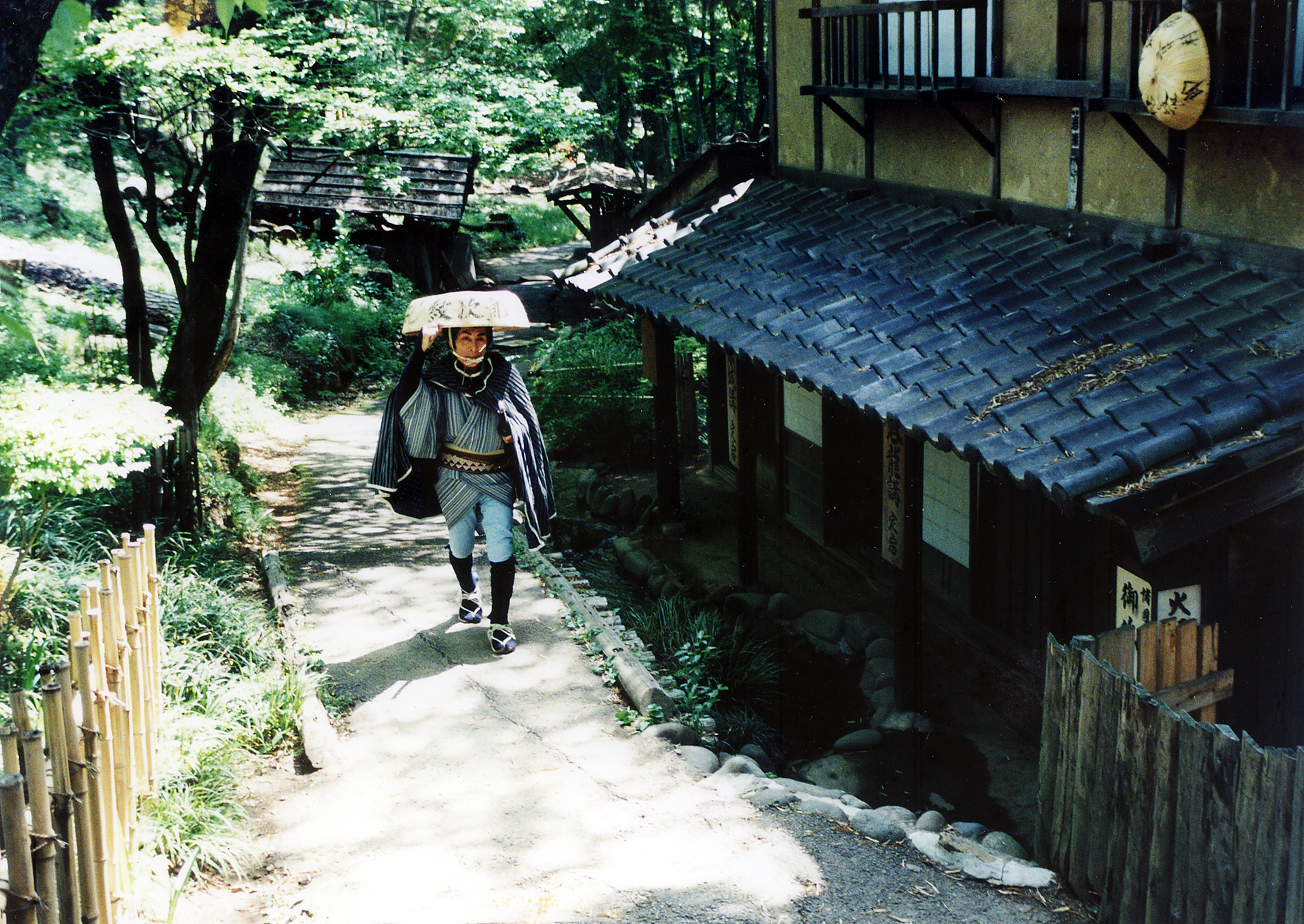
三日月村

三日月村（みかづきむら）は群馬県太田市にある、江戸時代をテーマにしたテーマパーク。1971年に放送された時代劇『木枯し紋次郎』のヒットを受けて旧藪塚本町が誘致した。1998年4月には施設内に木枯し紋次郎記念館（愛称：かかわり〜な）がオープンした。

## 概要
時代劇「『木枯し紋次郎』のふる里」という設定で江戸時代を再現している。園内にはからくり屋敷や戯揶満館（ぎやまんかん）、不可思議土蔵などのトリックなどが仕組まれた建物がある。園内では現行通貨を両替し天保通宝・寛永通宝を使用する。以前はパーク内の道路が未舗装だったが、ある来園客が「雨の日に道がぬかるんで靴が汚れる」という苦情を申し立てたためアスファルトで舗装された。原作者の「江戸時代そのままに街並みを再現したい」という構想がきっかけで生まれたテーマパークではあるが、ファミリー層の来園を見込んだ施設を次々にオープンさせたことも相まって、開園当初の姿からは大きく異なってきている。

## 営業案内
- 開園時間　9:30 - 16:00
- 料金
  - 入園料　大人600円・子供300円
  - アトラクションセット券　大人1575円・子供1050円
  - 30名以上の団体割引あり

## 交通
- 東武桐生線藪塚駅（特急「りょうもう号」停車駅）下車
- 北関東自動車道・太田藪塚IC約10分
- 東北自動車道・館林IC約60分
- 東北自動車道・佐野藤岡IC約45分

## 周辺
- 藪塚温泉
- ジャパンスネークセンター
- 太田市立藪塚本町歴史民俗資料館
- 西山古墳